# Hery Rajaonarimampianina
Hery Martial Rokotoarimanana Rajaonarimampianina (nascido em 6 de novembro de 1958) é um político malgaxe. Foi presidente do seu país entre 2014 e 2018. Tomou posse como presidente do Madagascar em janeiro de 2014, após vencer as eleições presidenciais do país em 2013.